# 앞뼈사이신경 증후군
앞뼈사이신경 증후군, 전방 골간 신경 증후군(前方骨間神經症候群, anterior Interosseous syndrome) 또는 킬로 네빈 증후군 I(Kiloh-Nevin Syndrome I)은 정중신경의 운동 가지인 앞뼈사이신경의 손상으로 아래팔에 통증을 유발하고 특징적으로 엄지와 검지로 집는 운동이 약화된다.
AIN 증후군의 대부분의 경우는 일시적인 신경염으로 인한 것이지만 AIN의 압박에 의해 증후군이 발생될 수도 있다. 정중 신경에 대한 외상도 AIN 증후군의 원인 중 하나이다.
상지 외과 의사들 사이에 여전한 논란이 존재하나, AIN 증후군은 현재 대부분의 경우 신경염으로 간주된다. 정확한 병인은 알려지지 않았지만 면역 반응에 의해 발생한다고 생각되고 있다.
이 증후군에 대한 연구는 아직 제한적이며, 앞뼈사이신경 증후군의 치료와 관련하여 무작위 대조 연구는 아직까지 알려진 바가 없다. 앞뼈사이신경 증후군의 자연적인 경과가 완전히 알려지지는 않았지만 수술 없이 치료받은 환자들에 대한 연구 결과를 토대로 증상이 늦게까지는 발병 1년부터 완화 될 수 있다고 알려져 있다. 다른 후향적 연구에서 수술을 받은 환자와 수술을 받지 않은 환자의 결과에는 차이가 없음을 보여주었다. 감압술은 AIN 증후군에서는 거의 사용되지 않는다. 수술 시행을 위해서는 신경을 압박하며 공간을 차지하는 병변의 위치가 확정되어야하고 1년 이상 보존적 치료를 받았음에도 지속적인 증상이 유지되어야 한다.

## 증상
대부분의 환자들은 아래팔에서 국부적인 통증을 경험한다. 통증은 때때로 팔오금에서 느껴진다고 알려지며 팔꿈치 통증은 이에 대한 주요 질환으로 보고되었다. 엄지와 검지를 사용한 집기운동의 약화가 가장 두드러지는 특징이다.

#### 임상적 징후
앞뼈사이신경의 손상에 의해 긴엄지굽힘근 (Flexor pollicis longus), 검지와 중지의 깊은손가락굽힘근 (Flexor digitorum profundus I & II), 네모엎침근 (pronator quadratus)이 약화될 수 있다.
앞뼈사이신경에는 피부 가지(cutaneous branch)가 없으므로 감각의 결손이 거의 없다.

## 원인
아래팔의 부상에 의한 신경의 압박이 가장 흔한 발병 원인이다. 이에 대한 예를 들면 깊은 근육의 출혈과 동반되는 관절융기위 골절, 아래팔 개방전복술에 의한 2차적인 상해, 팔꿈치의 탈구가 있다.
찔린 상처와 같은 관통 손상으로 인한 직접적인 외상은 증후군의 일반적인 원인이다.
섬유성 띠 또는 활꼴 (곡선) 인대는 앞뼈사이신경뿐만 아니라 정중신경을 포착하여 환자가 마비와 통증을 경험할 수 있다.
류마티스성 관절염 및 통풍성 관절염에 의해 앞뼈사이신경 포착이 일어날 수 있다.
팔신경얼기 신경염 (brachial plexus neuritis)과 같은 몸쪽 병변으로 인해 매우 유사한 증후군이 발생할 수 있다.
앞뼈사이신경 포착이나 압박 손상은 종종 손가락 인대 손상으로 오인되는데 이는 신경 자체가 운동신경이여서 다른 감각적인 결손이 동반되지 않아 손가락 인대 손상과 구별하기 어렵기 때문이다.

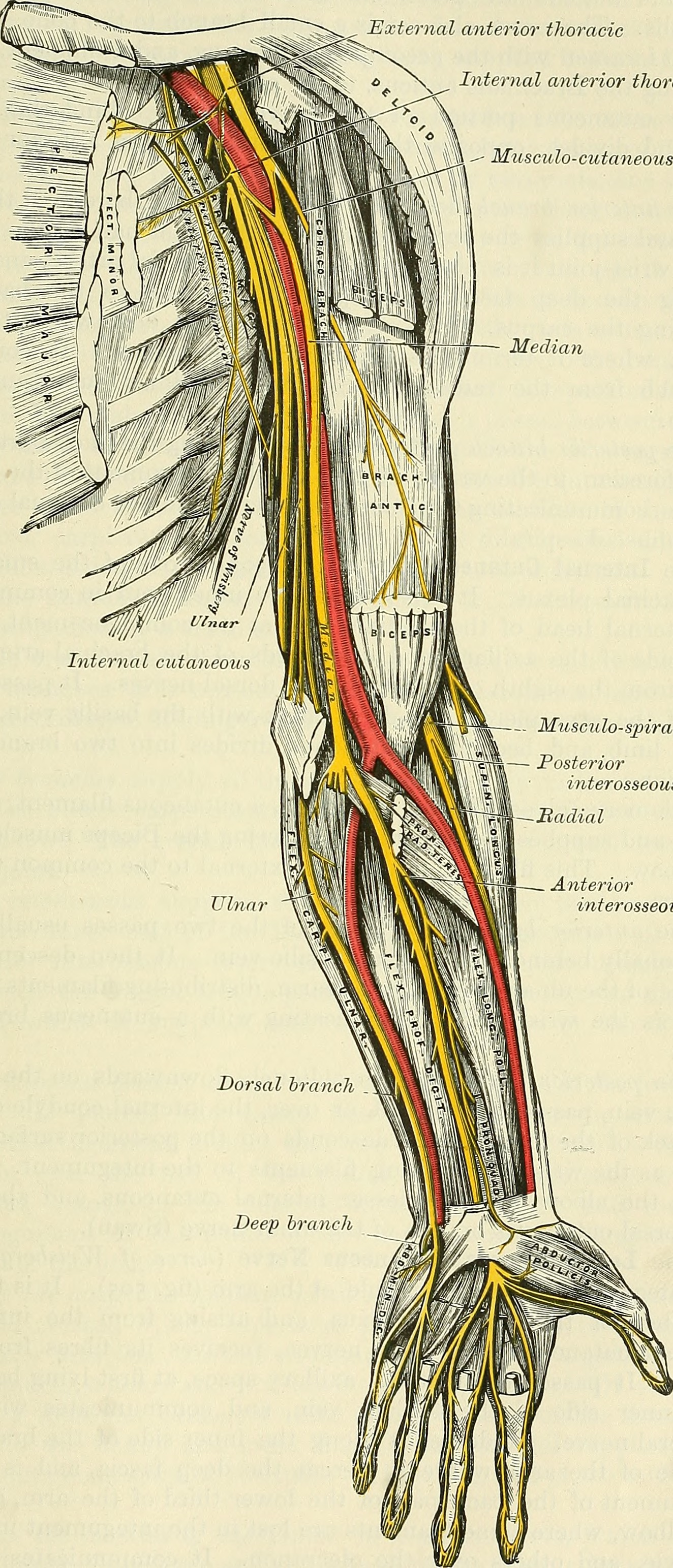
앞뼈사이신경의 해부학적 위치

## 해부학
앞뼈사이신경은 정중신경의 운동신경 가지로 팔꿈치 바로 아래에서 분지된다. 이 신경은 앞뼈사이막 (anterior interosseous membrane)의 먼쪽으로 주행하며 긴엄지굽힘근 (Flexor Pollicis Longus), 검지와 중지의 깊은손가락굽힘근 (Flexor Digitorum Profundus), 네모엎침근 (Pronator Quadratus)를 지배한다.

## 진단
전기생리학적 검사는 앞뼈사이신경 증후군의 진단의 필수적인 부분이다. 신경 전도 검사 결과는 정상이거나 네모엎침근의 반응을 유도가 관찰될 수 있다. 근전도(EMG)는 일반적으로 가장 유용하게 사용되며 긴엄지굽힘근 (Flexor Pollicis Longus), 검지와 중지의 깊은손가락굽힘근 (Flexor Digitorum Profundus), 네모엎침근 (Pronator Quadratus)의 이상을 드러낸다.⁠⁠
킬로-네빈 증후군의 진단에 MRI나 초음파 영상의 유용성은 아직 불분명하다.⁠
환자에게 손으로 'OK'모양을 해보라고 하면 환자는 'OK' 대신 삼각형 모양을 만든다. 이 '핀치 테스트 (Pinch-Test)'는 긴엄지굽힘근 (Flexor Pollicis Longus)과 검지의 깊은손가락굽힘근 (Flexor Digitorum Profundus)의 쇠약에 의한 엄지와 검지의 끝마디뼈의 굽힘의 약화를 보여준다. 이로 인해 집기운동 (pincer movement)이 약화되고 환자는 평평한 표면에서 동전과 같은 작은 물건을 집는데 어려움을 겪을 것이다.

## 치료
임상적 징후와 EMG(근전도)가 압박 신경증을 시사하면 외과적 감압술을 통해 눈에 띄는 증상 완화를 볼 수 있다. 팔신경얼기 신경염에서는 보존치료가 더 적절할 수 있다. 순간적인 회복이 일어난다고 알려져있으나 완치가 일어난다고 보긴 어렵다.
물리치료 또한 치료에 사용될 수 있으며 이는 통증과 증상에 따라 구체적으로 사용되어야 한다. 연조직 마사지, 스트레칭 및 운동을 통해 신경 조직을 직접 움직일 수 있다.

## 역사
이 증후군은 1948년 Parsonage와 Turner에 의해 처음 설명되었고 1952년 Leslie Gordon Kiloh와 Samuel Nevin에 의해 앞뼈사이신경의 독자적인 병변으로 정의되었다.